# Luiz Bolognesi
Pour les articles homonymes, voir Bolognesi.
Luiz Roberto Bolognesi (né à São Paulo le 14 janvier 1966) est un producteur, réalisateur et scénariste de cinéma brésilien. Il a gagné plusieurs prix en tant que scénariste, notamment le prix du meilleur scénario au Grande Prêmio Cinema Brasil, Recife Cinema Festival et Troféu APCA. Luiz Bolognesi est marié à la scénariste et réalisatrice brésilienne Laís Bodanzky avec qui il a coréalisé plusieurs œuvres. Le couple a deux enfants.

## Carrière
Luiz Bolognesi étudie le journalisme à l'université pontificale catholique de São Paulo et travaille en tant que rédacteur pour le journal Folha de S.Paulo et pour Rede Globo. En 1995, il réalise le court-métrage Pedro e o Senhor et en 1999 le documentaire Cine Mambembe - O Cinema Descobre o Brasil, qui remporte le prix du meilleur documentaire de plusieurs festivals nationaux et internationaux (Cuba, États-Unis et Uruguay notamment). En 2001, Bolognesi écrit le scénario du film Bicho de Sete Cabeças, film réalisé par Laís Bodanzky pour lequel il remporte plusieurs prix. En 2002, Bolognesi réalise le documentaire A Guerra dos Paulistas qui porte sur la révolution brésilienne de 1932. Il écrit également les scénarios des films O Mundo em Duas Voltas (2002), Chega de Saudade (2007), Terra Vermelha (2008), As Melhores Coisas du Mundo (2010) et Amazônia, Planeta Verde (2014). Ces films ont reçu divers prix dans de nombreux festivals, notamment à Venise, Toronto, Biarritz, Los Angeles, Rome, Brasília, La Havane, New Delhi ou Miami.
Luiz Bolognesi coréalise les séries documentaires Lutas.doc (2011) et Educação.doc (2014). La série Lutas.doc comprend 5 épisodes de 20 minutes et est coréalisée avec Daniel Sampaio. Elle traite de réflexions sur la violence, son contexte et sa représentation au Brésil. De nombreux penseurs, philosophes ou sociologues brésiliens sont interrogés par les réalisateurs et analysent la réalité brésilienne. La série documentaire Educação.doc comprend également 5 épisodes de 20 minutes et est coréalisée par Bolognesi et Laís Bodanzky. Elle a été diffusée sur YouTube par les réalisateurs et traite notamment de l'éducation dans les établissements publics brésiliens. Pour réaliser cette série, Bolognesi et Bodanzky se sont rendus dans huit écoles brésiliennes situées dans différents États pour interviewer des élèves et des professeurs et comprendre comment améliorer la qualité de l'enseignement public brésilien.
Bolognesi écrit et réalise en 2013 le long-métrage d'animation Rio 2096: A Story of Love and Fury, qui remporte le Cristal du long métrage au Festival International du film d'animation d'Annecy 2013. 
En 2015, Bolognesi est producteur et coscénariste du film Como Nossos Pais réalisé par Laís Bodanzky. Il écrit également le scénario du film O Rei das Manhãs réalisé par Daniel Rezende et est coscénariste du film Elis réalisé par Hugo Prata.

## Filmographie

### Courts métrages
- 1995 : Pedro e o Senhor : scénariste et réalisateur

### Longs métrages documentaires
- Cine Mambembe - O Cinema Descobre o Brasil : scénariste et coréalisateur (1999)
- A Guerra dos Paulistas : scénariste, coréalisateur et coproducteur (2002)
- Lutas.doc (5 épisodes) : coréalisateur (2011)
- Educação.doc (5 épisodes) : coréalisateur (2014)
- 2018 : Ex Pajé

### Longs métrages de fiction
- Bicho de Sete Cabeças : scénariste et coproducteur (2001)
- O Mundo em Duas Voltas : scénariste (2002)
- Chega de Saudade : scénariste et coproducteur (2007)
- Terra Vermelha : scénariste (2008)
- As Melhores Coisas du Mundo : scénariste et coproducteur (2010)
- 2013 : Rio 2096 : Une histoire d'amour et de furie (Uma História de Amor e Fúria) (film d'animation) : réalisateur, scénariste et coproducteur
- Amazonia : coscénariste (2014)
- O Rei das Manhãs : scénariste (2015)
- Elis : coscénariste (2015)
- Como Nossos Pais (actuellement en post-production) : coscénariste, coproducteur